# Mário Spaki

Bischofswappen

Mário Spaki (* 14. Dezember 1971 in Irati, Paraná) ist ein brasilianischer Geistlicher und römisch-katholischer Bischof von Paranavaí.

## Leben
Mário Spaki studierte in Ponta Grossa und bis 1998 an der Päpstlichen Universität Gregoriana in Rom. Dort erwarb er 2001 das Lizenziat in dogmatischer Theologie. Spaki empfing am 3. August 2003 durch den Erzbischof von Florianópolis, Murilo Sebastião Ramos Krieger SCJ, das Sakrament der Priesterweihe. Er war zunächst Gemeindepfarrer in der Gemeinde São José, von 2004 bis 2012 leitete er das dortige philosophische Seminar. 2013 wurde er Exekutivsekretär des bischöflichen Rates von Paraná.
Am 25. April 2018 ernannte ihn Papst Franziskus zum Bischof von Paranavaí. Der Bischof von Ponta Grossa, Sérgio Arthur Braschi, spendete ihm am 22. Juni desselben Jahres die Bischofsweihe; Mitkonsekratoren waren der Erzbischof von Maringá, Anuar Battisti, und der Bischof von Osasco, João Bosco Barbosa de Sousa OFM. Die Amtseinführung fand am 8. Juli 2018 statt.